# عدنان إبراهيم شويطر
عدنان إبراهيم عبد الله إبراهيم شويطر (مواليد 1 يناير 1963) هو لاعب كرة قدم بحريني سابق ومدرب حاليا.